# The Express Tribune
The Express Tribune est un journal quotidien pakistanais grand format de langue anglaise, fondé le 12 avril 2010 par l'homme d'affaires Sultan Ali Lakhani. C'est le titre phare du groupe de médias pakistanais Daily Express et il appartient au conglomérat Lakson, également propriétaire de McDonald's Pakistan. 

## Description
Politiquement, le journal est généralement classé au centre-gauche et vu comme social-libéral. Selon ses propres termes, il se donne pour mission de « défendre les valeurs libérales et les traditions égalitaires ». Pour le Courrier international, le journal défend les « valeurs libérales et tolérantes ».
Affilié au International New York Times, c'est le seul titre pakistanais à disposer d'une telle connexion internationale. 
Le journal a son siège à Karachi et dispose d'antennes à Lahore, Islamabad et Peshawar.
Le site internet du journal est devenu l'un des médias anglophones les plus consultés au Pakistan, celui-ci ayant été l'un des premiers à proposer un format accessible.